# クールズ
クールズは、かつてプロダクション人力舎で活動していたお笑いコンビ。1996年結成、2009年1月31日解散。

## メンバー
原田 慎治（はらだ しんじ、1978年2月9日（47歳） - ）
- 京都府出身。身長176cm。血液型AB型。
- 昆虫好きが高じて、カブトムシやクワガタムシについての本を監修した経歴を持つ。また爬虫類や多くの生き物に詳しく、自宅には多くの生き物を飼育しており、かわいがって育てていたクワガタやザリガニが脱走し、寝首をかかれそうになったエピソードもある。
- 「進ぬ!電波少年」の年末スペシャル放送内の原田が全財産を賭けたカジノシーンでは同時刻にNHK紅白歌合戦で放送されていたが、視聴率を15％近く獲る。
- かつてドランクドラゴンの塚地武雅の部屋に3か月ほど一緒に住んでいたことがある。

森脇 優雅（もりわき ゆうが、1976年11月16日（48歳） - ）
- 京都府出身。身長174cm。血液型O型。
- いとこは元モーニング娘。の中澤裕子で「いろもん」に出演した際にはネタにしていた。
- 巨人ファンで観戦にも訪れ、自らも芸人間の草野球チームに所属している。
- かつてアンタッチャブルの柴田英嗣と一緒に住んでいたことがある。
- 解散後はピン芸人として本名で活動していたが、2011年より「ガーユー」に改名。また千原せいじがオーナーを務めている居酒屋の店長でもある。
- 2014年12月、元「ヒットマン」の河野かずおとコンビ「埼京パンダース」を結成。

## 来歴

### デビューから活動休止まで
- 元々はスクールJCA5期10月生(現在では異例の途中入学である)であったが、1年半在籍し2人とも6期生として卒業。
- 漫才でデビュー時、当時の人力舎ライブのワイルドカード(10週勝ち抜きでバカ爆走!レギュラーになれるコーナー)で、学生時代に8週連続勝ち抜く記録を持ち、そのまま10周を待たずにレギュラー入りした。先にも後にもJCA生で卒業を待たずにバカ爆走!レギュラーになったのはクールズのみである。
- その後順風に活動を続けていたが、原田の「進ぬ!電波少年」出演により活動休止状態となる。

### 活動再開後
活動再開後はエクセリングに所属を経て再び人力舎に復帰するが、2009年1月31日で解散。森脇は芸能活動を続ける事が人力舎のホームページで発表された。

## エピソード
2000年、2001年に『爆笑オンエアバトル』に出演。3回挑戦したがオンエアは無かった。ただし、極端にKBは低くはなく2回目は337KB（5位のアップダウンとはボール2個差）、3回目は自己最高の353KB（はなわと$10が437KB同率3位で5位のユリオカ超特Qが433KB）であったが、共に6位で惜しくもオンエアに届かなかった。

## 出演

### テレビ
- 爆笑オンエアバトル（NHK）戦績0勝3敗 最高353KB
  - 3回目の挑戦では自己最高KBであったが、惜しくも6位オフエアであった。
- 進ぬ!電波少年（電波少年的浪花恋しぐれ、基本的に原田のみだったが、稀に森脇も出演した）
- いろもん（2000年）
- 伊集院光 日曜日の秘密基地（打った、勝った! 草野球で大売出し!）
- 世界！虫・ムシ大対決（NHK衛星ハイビジョン、原田のみ）いつもここからの山田とチームを組み優勝
- アンタッチャブルのシカゴマンゴ（森脇）podcast 2009年04月30日「ウチのなほみ　どうでっか！？かわいいでっしゃろ！」
- 柴田英嗣のLINDA!〜今夜はあなたをねらい撃ち〜（森脇）podcast 2012年08月23日（木）　LINDA！放送後喋（ゲストの千原せいじと共に登場。久々に柴田と再会）
  - 上田ちゃんネル（CSテレ朝チャンネル、上田義塾・新メンバー・トライアウト、2012年6月12日・6月26日放送分）

## 賞レース戦績
- 第6回 渋谷カップ争奪お笑いヤングパラダイス 優勝
- Xbox 360「Halo3」芸人王座決定戦（マイクロソフト公認）優勝